# Leon Schwartzmann
Pour les articles homonymes, voir Schwartzmann.
Léon Schwartzmann (Szwarcman, Szwarzman, Schwarzman, Schwarzmann) (né en 1887 à Varsovie et mort le 3 septembre 1942 à Auschwitz) était un maître d'échecs franco-polonais.

## Biographie et carrière
Issu d'une famille juive de Varsovie alors située dans l'empire russe, il étudia à Saint-Pétersbourg. En 1911 il fut ex æquo pour les 5e et 6e places au tournoi de Saint-Pétersbourg (gagné par Ilia Rabinovitch et Platz). Il fit second en 1913, toujours à Saint-Pétersbourg derrière Platz.
Il vécut en Pologne après la première guerre mondiale. Il prit la 6e place en 1919 au tournoi de Varsovie remporté par Zdzislaw Belsitzmann. En 1924, il fit jeu égal avec Dawid Przepiórka pour les 3e et 4e places derrière Alexander Flamberg, Moishe Lowtzky vainqueur).
Au milieu des années 1920 il s'installa à Paris où il gagna la deuxième édition du championnat d'échecs de Paris. En 1927 il fit ex æquo à Hyères pour les 2e et 3e places avec Henri Grob derrière Wilhelm Orbach. En 1927 il termina aux 10e et 12e places à Paris (Abraham Baratz vainqueur). En 1928 il fit ex æquo 2e et 3e places avec Josef Cukierman derrière Abraham Baratz dans le 4e championnat de Paris. En 1929 il termina aux 8e et 9e places à Paris (gagné par Xavier Tartakover). Il joua dans le 12e championnat de Paris de 1936 gagné par Nicolas Rossolimo.
Il fut arrêté et déporté à Auschwitz où il mourut le 3 septembre 1942.